# Kryzys nullifikacyjny
Kryzys nullifikacyjny (ang. Nullification Crisis) – wydarzenie polityczne w historii Stanów Zjednoczonych, mające miejsce w latach 1832–1833.

## Tło historyczne
Pierwsza ustawa celna została uchwalona w 1816 roku i protekcjonizm nie był wówczas kwestią sporną. Z czasem postępującej industrializacji, przemysłowe stany Północy (zwłaszcza Nowej Anglii) stały się zwolennikami ceł zaporowych, w przeciwieństwie do rolniczego Południa. Wprowadzanie ceł, zmuszało bowiem plantatorów (głównie bawełny) do kupowania gotowych wyrobów na zamkniętym rynku po zawyżonych cenach. Prezydent używał cła do ochrony nowych gałęzi przemysłu przed konkurencją z zagranicy. W 1828 roku Izba Reprezentantów uchwaliła „ustawę o znienawidzonym cle” (Tariff of Abominations), która została wprowadzona, by zjednać wyborców ze stanów północnych dla urzędującego prezydenta Andrew Jacksona. Decyzja legislatywy wywołała protesty w stanach południowych, lecz najbardziej sprzeciwiała się temu Karolina Południowa, gdzie ceny bawełny już od jakiegoś czasu nie wzrastały. Było to spowodowane wyjałowieniem gleby i konkurencyjnymi cenami z nowych stanów na południowym zachodzie. Mimo to, mieszkańcy tego stanu obarczyli winą administrację federalną, którą oskarżali o wzbogacanie przemysłowców i obniżanie cen bawełny.
W wyniku tej sytuacji, wiceprezydent John C. Calhoun stworzył anonimowy dokument zatytułowany „Komentarz i Protest Karoliny Południowej”, który został przyjęty przez legislaturę Karoliny Południowej. Stwierdził w nim, że ustawa celna, jako faworyzująca niektóre stany, jest niezgodną z Konstytucją. Ponadto uznał, że każdy ze stanów ma prawo nullifikować (unieważnić) decyzję władzy federalnej, jeśli uzna ją za niekonstytucyjną. Mimo tego, oprócz potępienia ustawy, stan tymczasowo wstrzymał się od dalszych działań. W 1829 roku Jackson zwrócił się do Kongresu o zmniejszenie ceł na towary, które, jego zdaniem, nie mogły konkurować z produktami amerykańskimi. Wiosną 1830 roku obniżono taryfy na produkty spożywcze takie jak herbata, kawa czy sól. Uspokoiło to nastroje społeczne części mieszkańców Karoliny Południowej, jednak zwolennicy nullifikacji uznali, że jest to zbyt łagodne podejście. Wywołało to debatę w Senacie, pomiędzy reprezentantem Karoliny Południowej Robertem Haynem a zwolennikiem federalizmu Danielem Websterem. Calhoun nie zabierał w nich głosu, jednakże popierał postulaty Hayne’a. W 1831 roku Jackson dokonał reorganizacji gabinetu, w czasie której zdymisjonował wiceprezydenta, z powodu wielu różnic politycznych, historycznych i osobistych.

## Nullifikacja
Nowelizacja ustawy o taryfach nastąpiła w 1832 roku, jednak wysokie cła na bawełnę czy żelazo zostały utrzymane. Spowodowało to kolejną falę niezadowolenia na Południu, jednakże obawy nie były spowodowane jedynie cłami, ale także coraz wyraźniej zarysowującymi się tendencjami abolicjonistycznymi. Wydarzenia takie jak powstanie Nata Turnera, debata nad zniesieniem niewolnictwa w legislaturze stanowej Wirginii czy zwiększająca się liczba ludności na antyniewolniczej Północy (obawiano się, że abolicjoniści zdobędą dzięki temu przewagę w Kongresie) doprowadziły do postępującej niechęci wobec Unii i poparcia nullifikacji. John Calhoun, pełniący wówczas mandat senatora, publicznie agitował na odrzuceniem ustawy o znienawidzonych taryfach, co doprowadziło do zwołania konwencji w Columbii. Delegaci zdecydowaną większością głosów odrzucili ustawy o redukcji ceł z 1828 i 1832 roku, uznając je za niekonstytucyjne. Ponadto uchwalono, że każdy obywatel, którego mienie zostanie zarekwirowane przez władze federalne (za niepłacenie cła), uzyska nakaz sądu stanowego, by otrzymać podwójną rekompensatę zajętego dobytku. Podjęto także uchwałę, że jakakolwiek próba interwencji zbrojnej, wywoła natychmiastową secesję Karoliny Południowej. Powstała także wówczas Partia Niezależnych, której kandydatem w wyborach prezydenckich został John Floyd.
Prezydent postanowił wysłać wojsko do portu w Charleston, a 10 grudnia 1832 roku ogłosił „Proklamację o Nullifikacji”, w której uznał ustalenia konwencji z Columbii za zdradę. Władze stanowe zaczęły tworzyć wówczas ochotniczą armię, natomiast prezydent przeforsował  „ustawę o użyciu siły” (Force Bill), by stłumić ewentualne powstanie. Stany południowe, sprzeciwiały się protekcjonizmowi, jednakże nie poparły pomysłu nullifikacji, ani nie zamierzały występować z Unii, co spowodowało osamotnienie Karoliny Południowej w proteście. W wyniku tego, John Calhoun i Henry Clay opracowali projekt  „kompromisowej ustawy o cłach” (Compromise Tariff Act), Zakładała ona redukcję ceł do stałego poziomu około 20% ad valorem, rozciągniętą na okres dziewięciu lat. 1 marca 1833 Kongres uchwalił obie ustawy, a dwa tygodnie później legislatura stanowa Karoliny Południowej, poparła kompromisową ustawę o cłach (odwołując nullifikację) i zanegowała ustawę o użyciu siły. Jackson zignorował to weto, chcąc uniknąć dalszego konfliktu, jednocześnie dając szansę władzom stanowym na zachowanie twarzy.